# イスマイル・マーチャント
イスマイル・マーチャント（Ismail Merchant, 1936年12月25日 - 2005年5月25日）は、インド・ボンベイ出身の映画プロデューサー・映画監督。

## 略歴
22歳の時にアメリカに渡り、ニューヨーク大学で学ぶ。1959年からジェームズ・アイヴォリー監督と組み、1961年にマーチャント・アイヴォリー・プロダクションズを設立、数々の名作を生み出していった。アイヴォリーとはプライベートでも同性愛のパートナーであった。

## 主な作品
- ローズランド Roseland (1977)
- カルテット Quartet (1981)
- 熱砂の日 Heat and Dust (1983)
- ボストニアン The Bostonians (1984)
- 眺めのいい部屋 A Room With a View (1986)
- モーリス Maurice  (1987)
- ミスター&ミセス・ブリッジ Mr. & Mrs. Bridge (1990)
- ハワーズ・エンド Howards End (1992)
- 日の名残り The Remains of the Day (1993)
- ジェファソン・イン・パリ/若き大統領の恋 Jefferson in Paris (1994)
- サバイビング・ピカソ Surviving Picasso (1996)
- シャンヌのパリ、そしてアメリカ A Soldier's Daughter Never Cries (1998)
- 金色の嘘 The Golden Bowl (2000)
- ル・ディヴォース/パリに恋して Le Divorce (2003)
- 上海の伯爵夫人 The White Countess (2005)